# Армія Незалежності Качина
Армія Незалежності Качина – (військове крило Організації Незалежності Качина  (ОНК), політичної групи, що складається з етнічних качинів в північній частині М'янми. У качинів є коаліція з шести племен, чия батьківщина охоплює територію в провінції Юньнань, в Китаї і на північному сході Індії, на додаток до качинів у М'янмі.
У травні 2012 року група повстанців налічувала близько 8000 військовослужбовців.  У жовтні 2010 командири АНК заявили, що вони мають "10000 регулярних військ і 10000 резервістів". У 2009 році Томас Фуллер з Нью-Йорку в Таймс оцінів їх чисельність приблизно в 4000 активних солдатів.  Солдати діляться на п'ять бригад, плюс одну мобільну бригаду. Більшість з них розміщені на базах, близьких до китайського кордону. Одна бригада дислокується в північному штаті Шан, захищаючи  населення качинів.
АНК фінансується ОНК, що збільшує свої доходи за рахунок податків (у своїй області) і торгівлі нефритом, деревиною та золотом. АНК гарно оснащена для війни у джунглях, але має мало сучасної зброї. Гвинтівки це суміш АК-47 та саморобних рушниць, таких як Ка-07. Штаб-квартира АНК розташована за межами міста Лайза, в південному штаті Качин біля китайського кордону. 
АНК була утворена 5 лютого 1961 року в відповідь на військовий переворот в Бірмі на чолі з генералом У Не Віном, який намагався консолідувати бірманський контроль над регіонами на периферії держави, які були домом для різних етнічних груп. З 1961 по 1994 роки АНК вела виснажливу  війну проти бірманської хунти. Вона спочатку боролася за незалежність, але потім почала шукати автономії в межах федерального союзу Бірми.

## Історія
У 1949 році На Сен – качинець,  який мав звання капітана  Качинського батальйону 1. Він пішов у підпілля під час заворушень між Кая-Бама і приєднався до КНДО. Брав активну участь у північній частині штату Шан як агент КНДО в 1950 році. У той час Зо Сен знаходився в школі Лашо. Згодом він пішов в підпілля разом з На Сеном. На Сен знайшов притулок в Китаї у 1951 році, а Зо Сен залишався в русі КНДО.
У 1959 році Гілітлін, був призначений радником, та направлений для організації жителів для проведення підземних робіт в районі північної частини штату Шан. Зо Сен та Гілітлін сховалися в селі Нант Ун, в районі Хо Коне, де мати Гілітліна працювала вчителем. Зо Ту, молодший брат Зо Сена, студент університету, він покинув університет і приєднався до Зо Сена.У 1960 році Лама Ла Рін налагодив контакт з Зо Сеном і сформував Організацію Незалежності Качина.
Зо Сен став керівником. Зо Ту – заступником, а Лама Ла Рін став секретарем. Вони забезпечували АНК боєприпасами, щоб сформувати приватну армію.

## Заколот: 1960-1962 років
ОНК Коли 5 лютого 1960 року почалися збройні напади, молоді качинці організовані Зо Сеном і Зо Ту пішли в підпілля. Зусиллями 100, АНК і Рада качинської незалежності були створені в Ле Тауку 5 лютого 1961 року. Зо Сен став головнокомандувачем.
Табір був побудований в 10 милях на схід від села Сін Лі. Батальйон 1 був створений в Монбарі, Баммаом, а батальйон 2 в Мон Сі і Мон Хтан Ламар Лареном і налічував 300 осіб.
Буддизм став державною релігією 26 серпня 1961 року. Права інших  конфесій були захищені відповідно до закону. Проте, небуддисти вважали, що вони втратили це право і протестували. Окремо демонстрації спалахнули проти включення районів Пхімау, Гавлану і Канпхану до Китаю за договором про кордон між Китаєм і Бірмою.
Ці зміни, поряд з федеральною політикою в області Шан, дало ОНК можливість атакувати. Вона заявила про свою мету створення Незалежної Качинської Республіки.

## Мирні переговори: 1963 року
До початку 1963 року АНК сформувала одну бригаду і шість батальйонів і розширили свою силу до більш ніж 1000 осіб. Майже 300 перебували в районах Лашо і близько 380 в Баммао. 
11 червня 1963 року було проголошено пропозицію миру. Зо Дан представник АНК прибув в Мандалай 31 серпня 1963 року. Представники влади зустрічалися з ним від імені Революційної ради 1 вересня 1963 року.
В ході переговорів, Зо Ден, з його членами, запропонував:
- забезпечити автономію і свободу етнічних груп;
- встановити суверенітет, головна мета революції;
- встановити договір про дружбу після відділення на основі взаємної угоди щодо відновлення території і суверенітету;
- мир;
- невтручання в місцеві справи;
- взаємність співіснування.
- Еволюція: 1964-1965

В ході переговорів Зо Ден зібрав прихильників і отримав гроші шляхом вимагання. В той час, Зо Ту перетнув Іраваді і вторгнувся в Ка Міне, де видобували дорогоцінне каміння. Більшість сіл Ка Міне перебували під впливом АНК. Сили АНК зросла приблизно до 20 000 до кінця 1963 року.
У 1964 році АНК сформовала бригаду 2. Зо Сай командував бригадою 1, що складалася з батальйонів 1, 2 і 5. 
Зо Ту збільшив чисельність бригади 2 до 1400 співробітників. Він працював в Путао, Бамао і Коканті. Вищі керівники АНК Зо Сай, Зо Дан і Зо Ту, стали відомі під назвою трьох Зо.
В грудні 1964 року були проведені успішні операції проти АНК, як наслідок АНК втратила вплив в штаті Качин і північному Шані.
В той час, Зо Сен направився в Таїланд для допомоги і створення бази для торгівлі наркотиками і нефритом в прикордонній зоні Хтан У.

## Поразка: 1965-1970 років
Міністр закордонних справ Мабрансай відправився в долину Ча Кан, щоб обговорити необхідність  допомоги АНК в 1966 році, але переговори не були успішними.
На початку 1966 року Татмадав витягнув деякі зі своїх сил з Качина по створенню 77 бригади та атакував Комуністичну партія Бірми (КПБ). Це дало АНК шанс перегрупуватися.
У липні 1967 року  командир бригади 2 Мабрасен і його товариші вирушили до сусідньої країни щоб придбати зброю. Вони придбали 42 гвинтівок, 36 бомб і 2 коробки куль, перш ніж повернутися в вересні. 
Після цього командир бригади 2 Зо Ту покинув Бірму в жовтні 1967 року, в супроводі секретаря Пуншве Зо Сен і 425 чоловік шукали зброю та допомогу в політичній та військовій підготовці.

У березні 1968 року, Мару і Лачете відокремилися від АНК. Їх група налічувала 120 осіб, вони направились в сусідню країну, щоб співпрацювати з КПБ.
У АНК було багато конфліктів з КПБ. У 1970 році бригада 2 перебувала під контролем Зо Ту. Вони займалися контрабандою нефриту в Таїланд. 

## Конфлікт з КПБ: 1971 по 1972
У 1972 році АНК направила 2950 повстанців. В Тхану АНК очолював Зо Сай. Бригада 1 була в Лашіо Бамао, на чолі з Зо Даном. Бригада 2 була в Пха Канті на чолі з Зо Ту. Вони намагалися збільшити торгівлю нефритом.
У бригаді 1, Ло Даунт вів батальйон 2, Зо Бон вів батальйон 8 і Дан Кхан на чолі батальйону 9. Вони були відповідальні за район Лашіо. Да Янг вів батальйон 1 і Гавруледва на чолі батальйону 5. Вони були відповідальні за район Бамао.
У бригаді 2, Зо Ту вів 1469 повстанців. Зо Бат вів батальйон 3, Зоте Дінг вів батальйон 4, вів батальйон 10, Кдавзосай на чолі батальйону 11. Вони були відповідальні за район в західній частині Іраваді. 

## Національна рада Нага (НРН)
Щоб уникнути арешту Пхізо Нага знайшов притулок в гірському районі в Кхан Ті. Відділ АНК в 1963 році допоміг Пхізо Нагі втекти через територію штату Качин.
Рух Нага набрав силу в 1940-х роках. Під керівництвом Пхізо проголосив незалежність Нагаленда 14 серпня 1947 року. Однак Пхізо був заарештований в 1948 році урядом Індії за звинуваченням у заколоті. Після звільнення, Пхізо був обраний президентом НРН в 1950 році.
У 1953 році була організована зустріч між прем'єр-міністром Індії Джавахарлала Неру і прем'єр-міністром Бірми У Ну, для встановлення офіційного кордону між Індією і Бірмою. Сепаратистські лідери описали зустріч як процес поділу території Нага між двома країнами. Неру і У НУ відвідали район Нага. 30 березня 1953 року, коли вони відвідали Кохіму, заступник комісара попередив делегацію НРН про зустріч Неру. Отже, НРН бойкотували відкрите засідання Неру.
Наги мешкають штатах Нагаленд, Маніпур, Ассам і Аруначал-Прадеш, Сагайн і Качин. У Бірмі, територія Нага на півдні межує зі штатом Чин. 

## Вбивство лідерів АНК
Після невдалих переговорів з Татмадав в жовтні 1972 року.  Але через їх нечесность, їх обговорення не було успішним, і бойові дії тривали. Зо Ту відправився в Таїланд в грудні 1973 року і Ла Мон Ху Гьянг зайняв його місце. 
З 1 березня 1975 року в бою між АНК і КПБ був вбитий Зо Ден. 2 лютого лідер АНК і його бригада поїхали в Таїланд. Зо Сай, Зо Ту зловживали грошима від продажу нефриту та опіуму.
Згодом Зо Сай став безсилим оскільки не мав зв’язку з АНК протягом 10 років. Зо Ту зіткнувся з несхваленням підлеглих, оскільки ставив власні справи вище справ підлеглих.

Колишній командир полку 11 Ту Сай був стратив Зо Сая, Зо Ту та інших на тайському кордоні 10 серпня 1975 року. Інші лідери стверджували, що Ту Сай був шпигуном і навмисно вбив лідерів. Тайська поліція заарештувала Ту Сая 29 вересня.
Зо Май зіткнулися  з КПБ 1 листопада 1975 року. Зо Май провів  операцію Кьяунг-Нат, 26 березня 1975 року. І з того ж часу Зо Май став заступником головокомандувача. 
У 1976 році Ма-Ран-Баран-Сай став лідером АНКі вирішив об'єднатися з КПБ. Нова Демократична Армія Качин (НДАК) стала групою, яка відокремилася від АНК. 

## Припинення вогню: 1994-2011
У 1994 році була підписана угода про припинення вогню між АНК та бірманською хунтою. Проте це не призвело до замороження конфлікту. АНК продовжувала набирати і навчати солдат. 
Хоча режим припинення вогню діяв, в 2009 році багато качинів очікували спалаху вогню пов’язаного з виборами 2010 року. Військова хунта зажадала щоб всі етнічні армії були роззброєні, тому що конституція вимагає тільки однієї армії в Бірмі.
У лютому 2010 року представник АНК генерал Шанг сказав: "Я не можу сказати, що війна  буде напевно, але уряд хоче, щоб ми стали прикордонними військами для них до кінця місяця ", і" Ми не будемо цього робити, або роззброюватися, поки вони не дадуть нам місце в федеративному союзі і етнічних прав, як це було погоджено в угоді в 1947 року ". 

## 2011-
У 2011 році генерал Самлут Гун Мей підтвердив відновлення бойових дій. Однією з причин припинення угоди про припинення вогню було створення греблі, яка призводить до затоплення десятків сіл в штаті Качин. 
Качинський  Конфлікт в 2011 році, сутичок між 35000 і 75000 осіб і сотнями вбитих. 
Тисячі протестувальників зібралися біля греблі 20 грудня 2013 року, щоб мітингувати проти примусового вербування етнічних людей штату Шан в АНК. Оскільки в АНК нібито набрано близько 100 повстанців з Мансійського городка в кінці 2013 року.
| Прапор М'янми | Це незавершена стаття про М'янму. Ви можете допомогти проєкту, виправивши або дописавши її. |